# جائزة فرنسا الكبرى 2008
جائزة فرنسا الكبرى 2008 هو سباق فورمولا 1 أقيم بتاريخ 22 يونيو 2008 في حلبة نيفير مانيي كور، فرنسا. كان الثامن من أصل 18 في بطولة العالم لسباقات الفورمولا واحد موسم 2008. حلّ البرازيلي فيليبي ماسا أولا بينما جاء الفنلندي كيمي رايكونن في المركز الثاني وحصل على المركز الثالث الإيطالي يارنو ترولي.